# Finhan
Finhan là một xã của tỉnh Tarn-et-Garonne, thuộc vùng Occitanie, miền nam nước Pháp.

## di tích

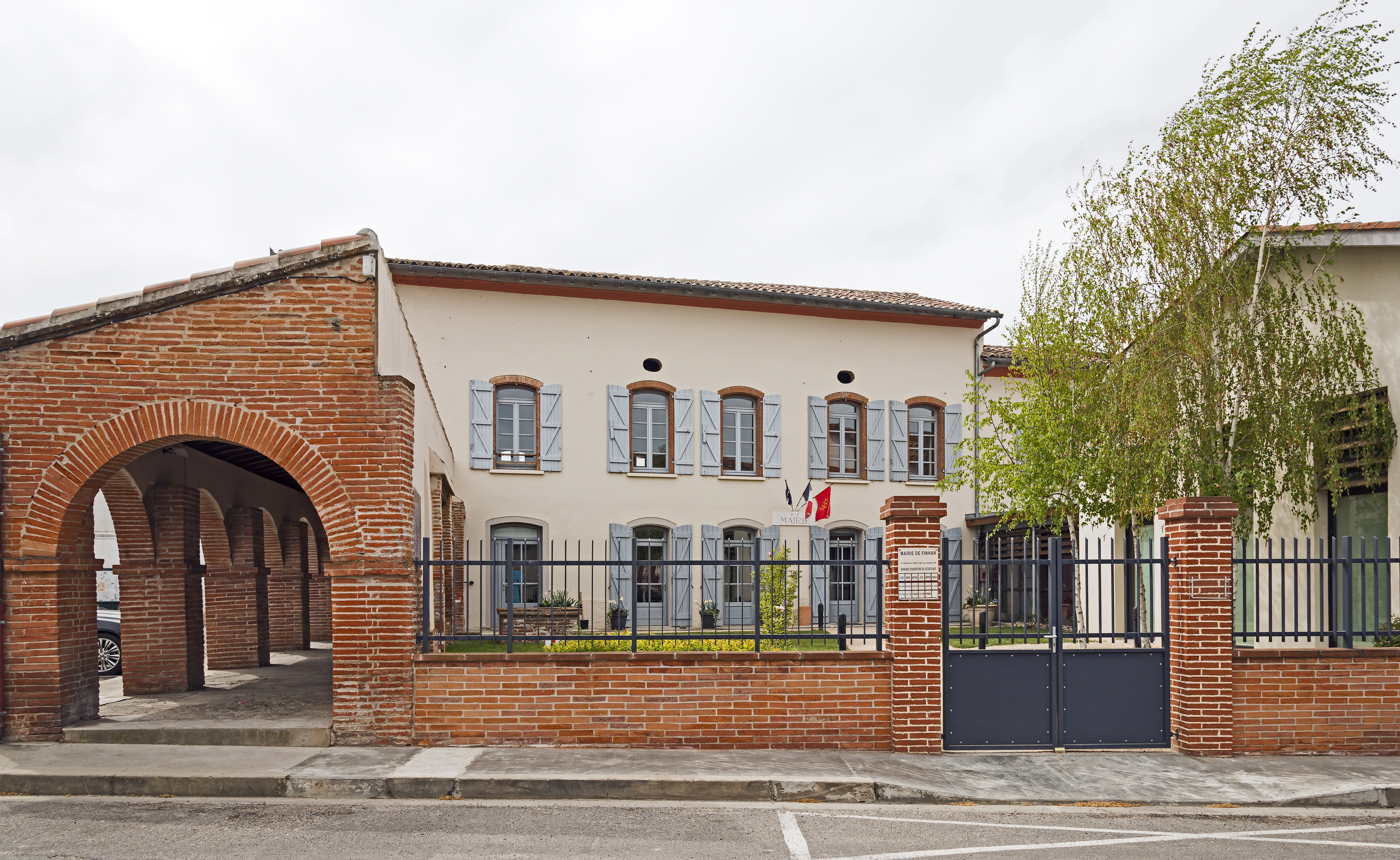
tòa thị chính
tháp chuông
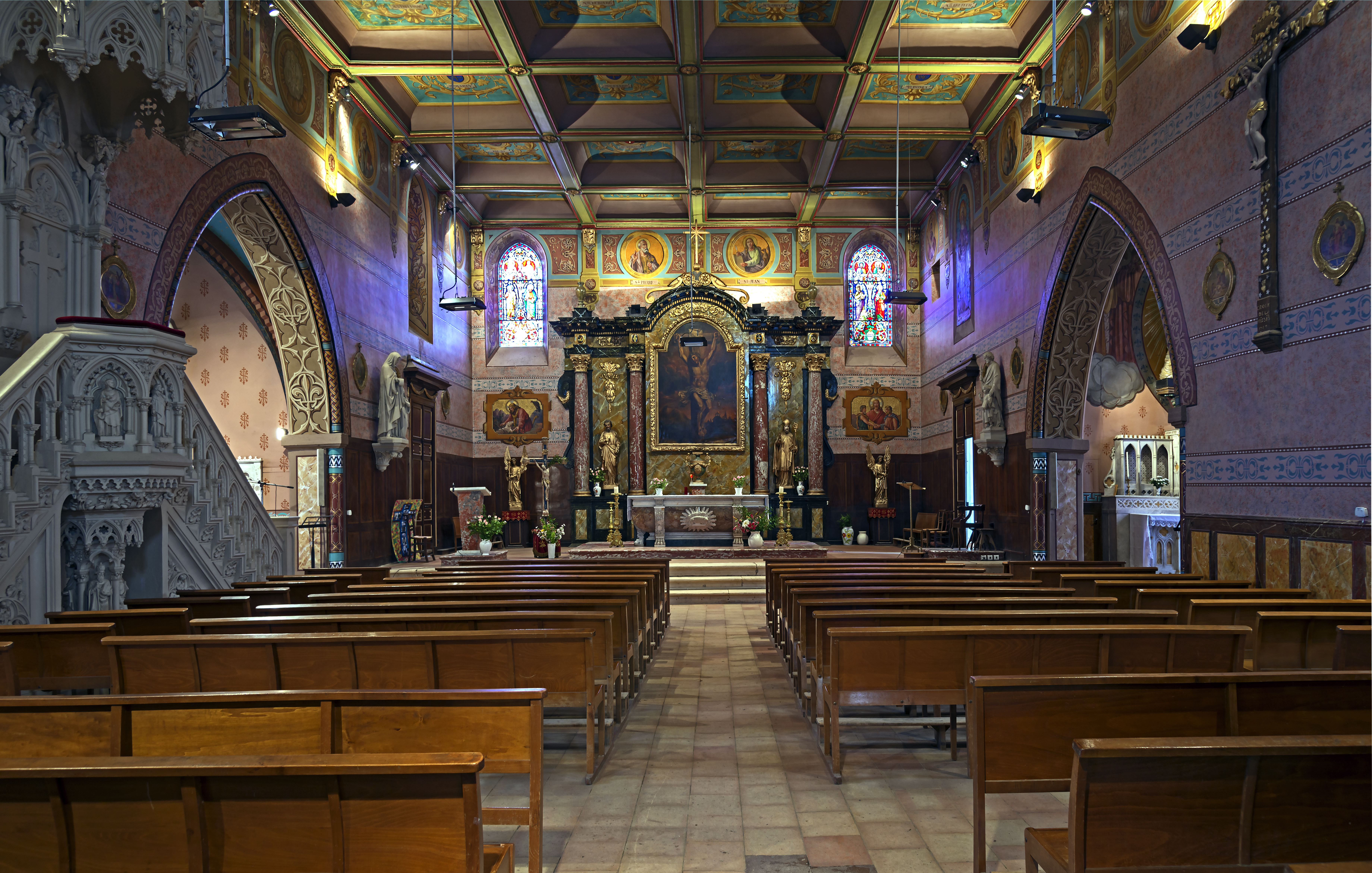
Bên trong nhà thờ
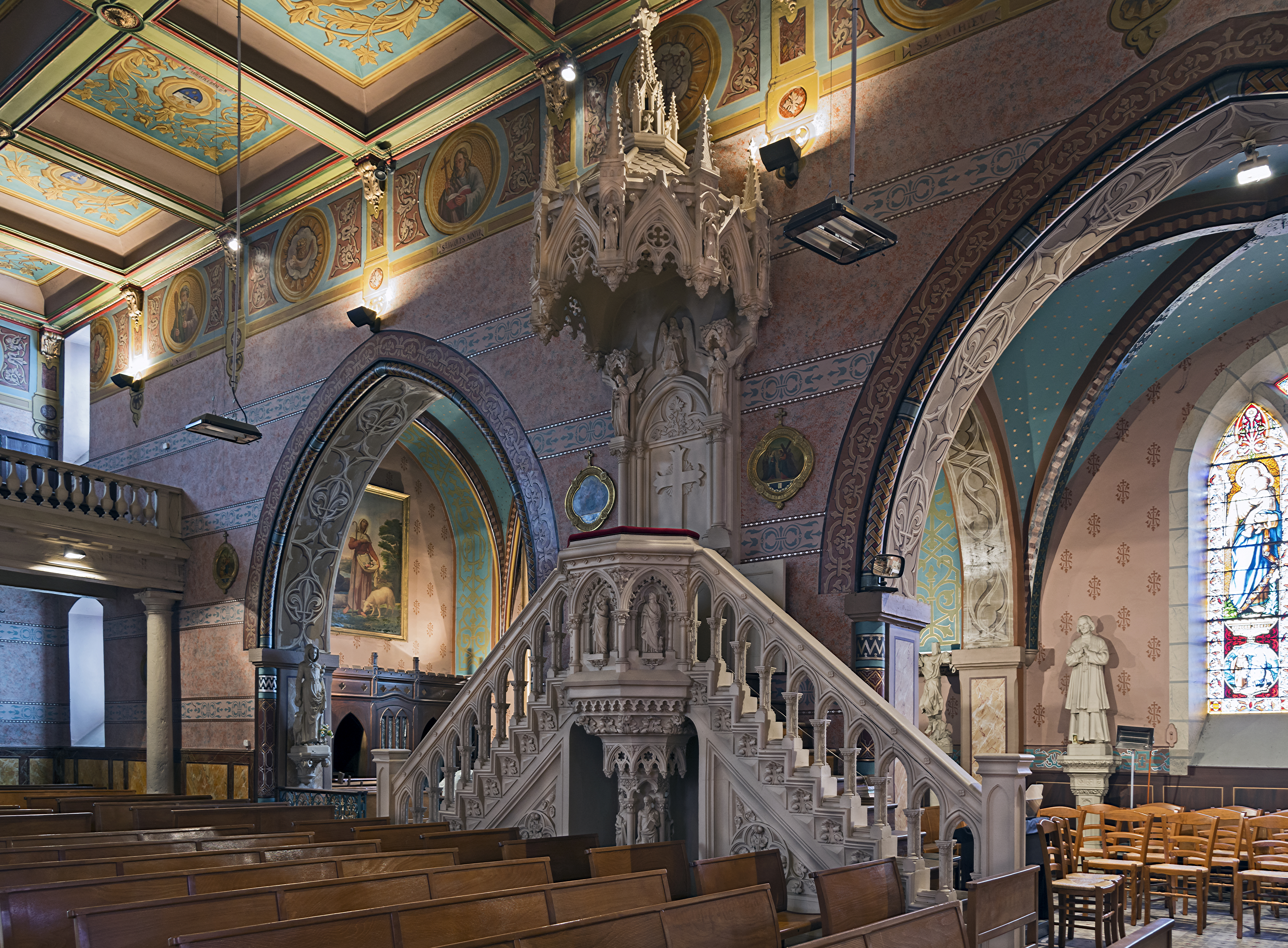
bục giảng
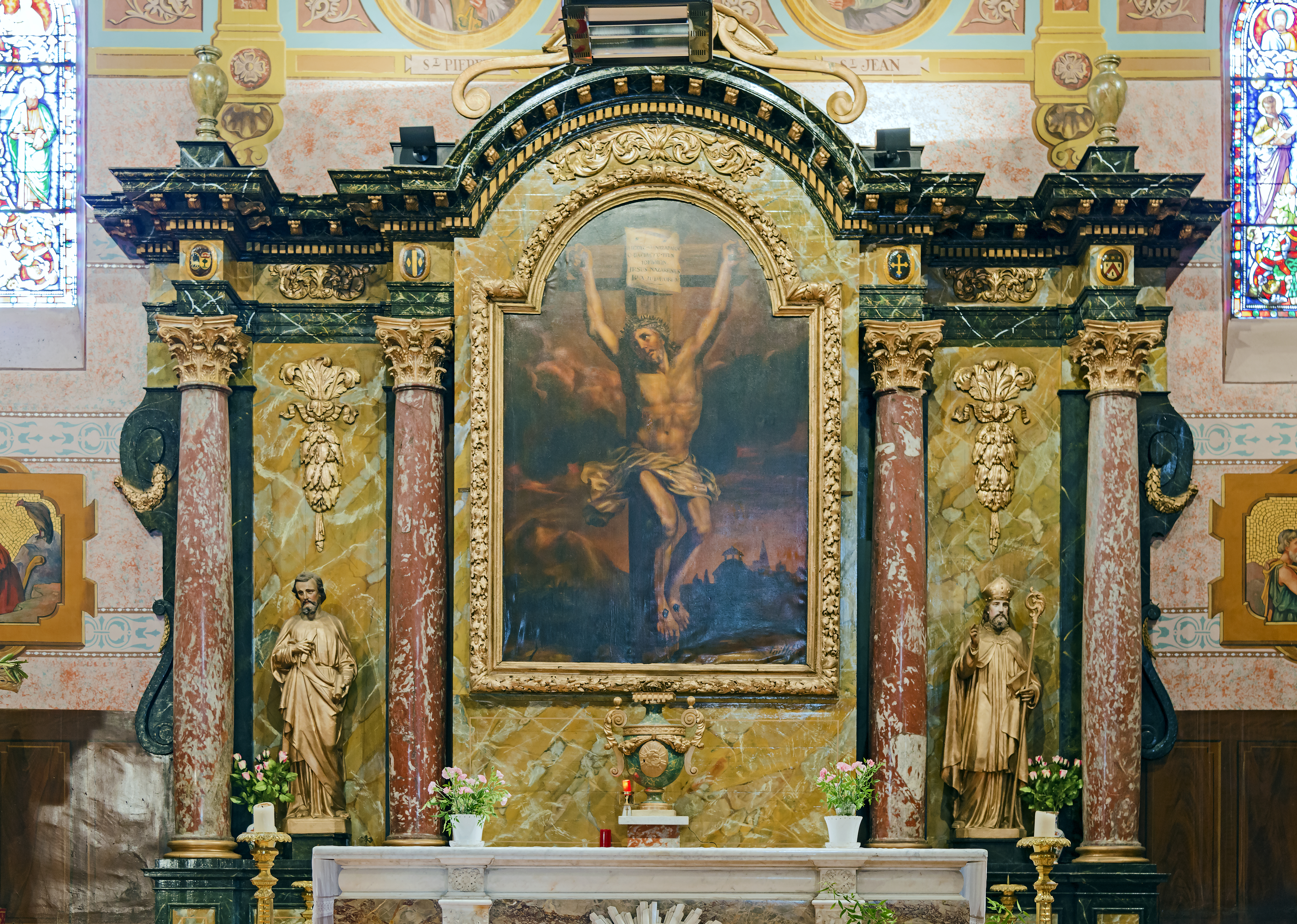
altarpiece
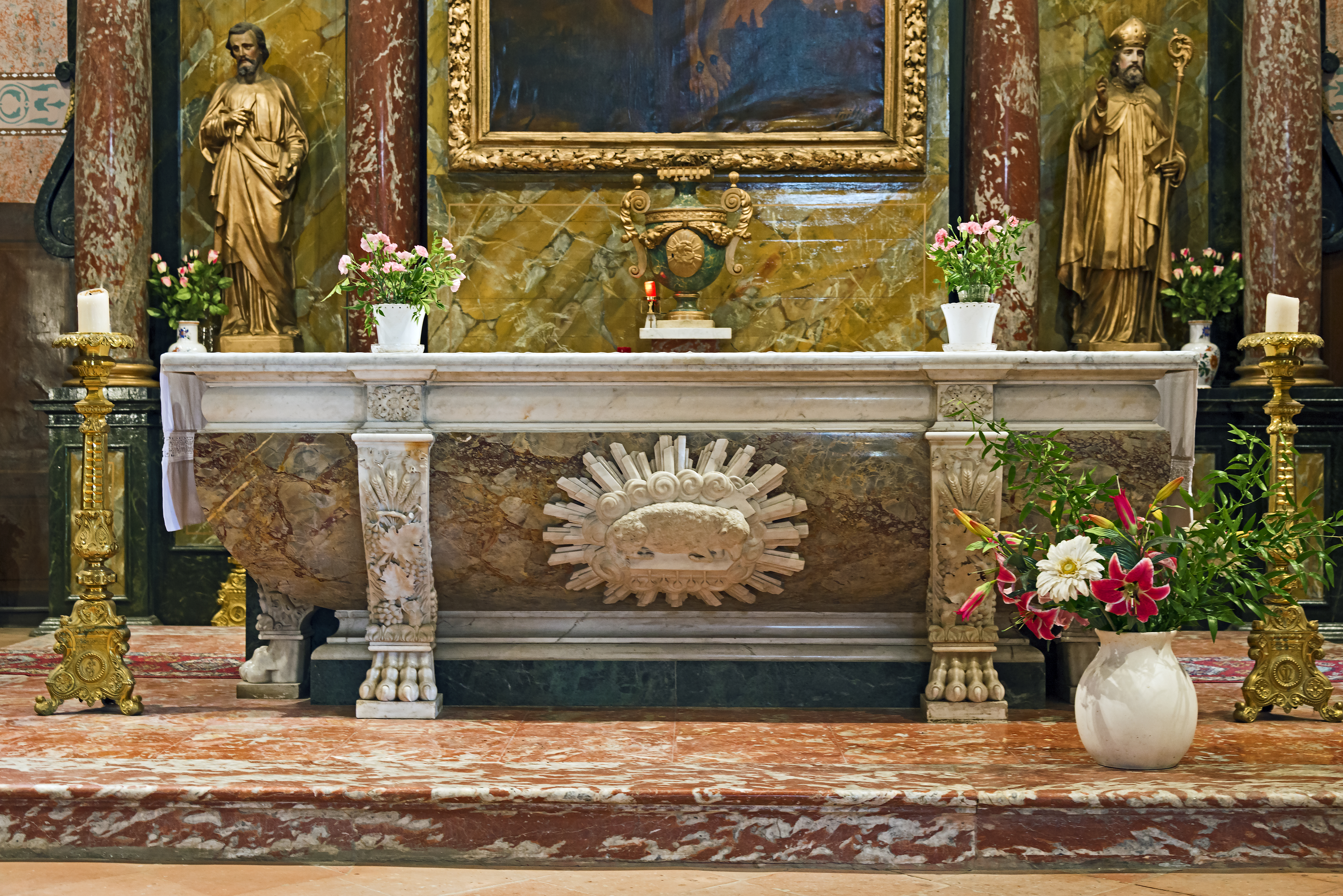
bàn thờ
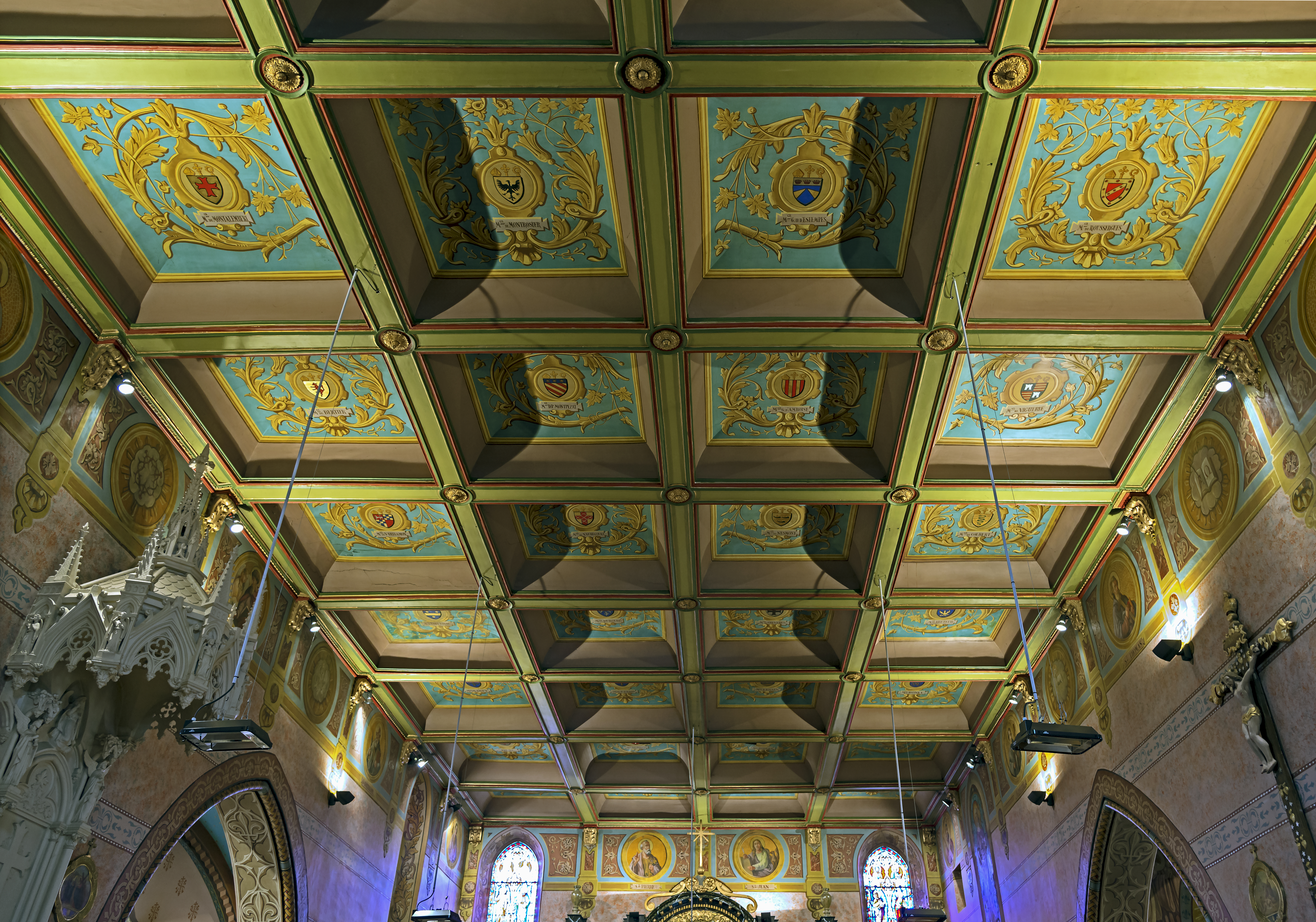
trần nhà
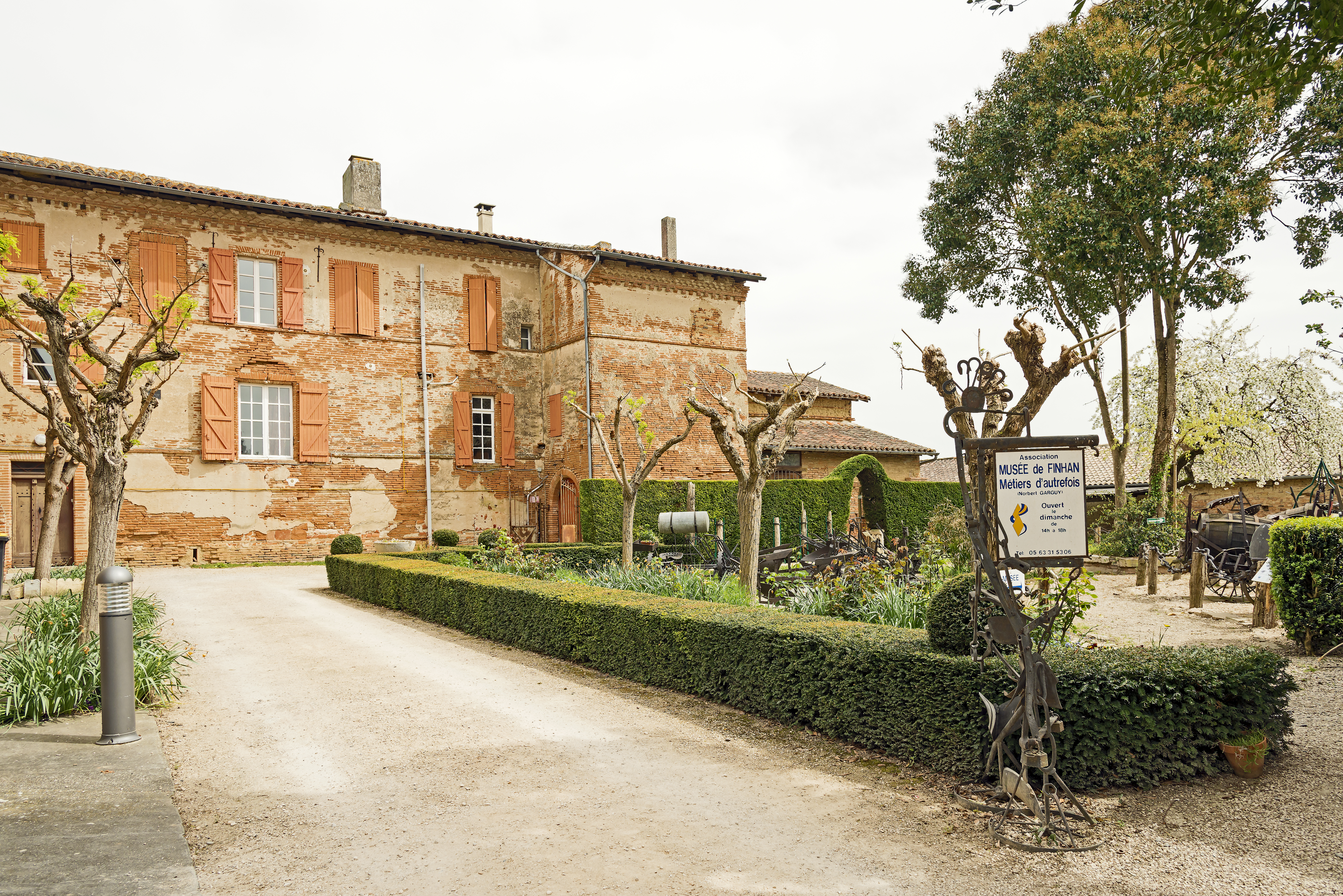
Bảo tàng
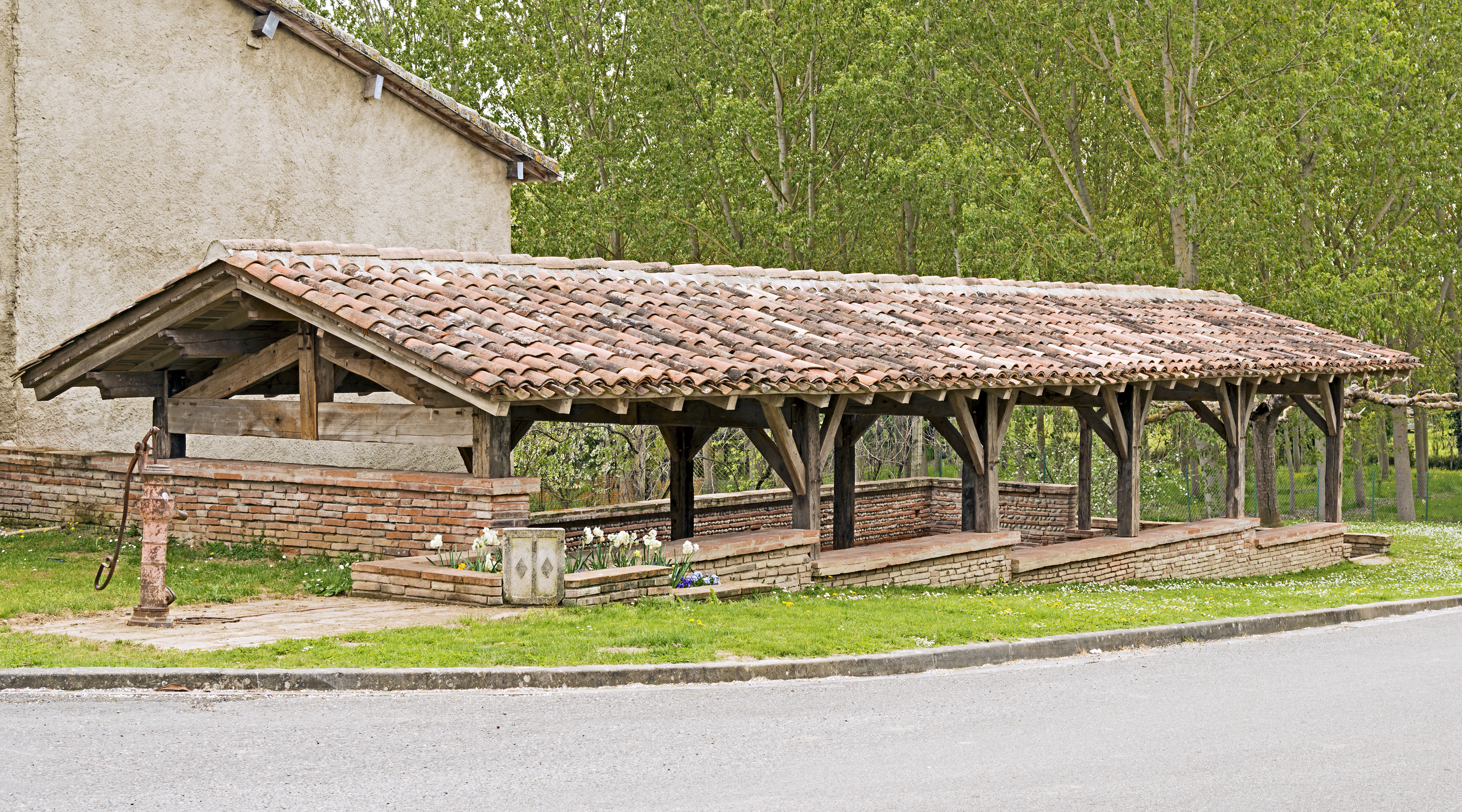
các vụ giặt ủi